# 欒施
欒施（？—？），姜姓，栾氏，字子旗，為子旗氏的始祖，齊惠公之曾孫、公子堅（字子欒）之孫、欒灶之子。中國春秋時期齊國的大夫。
前540年，韓起到訪齊國，欒灶召來兒子欒施拜見韓起，韓起說欒施並不像一個臣子，不能保住家族。高蠆也讓兒子高彊拜見韓起，韓起也說出對欒施一樣的評語。眾大夫都取笑韓起，只有晏嬰認為韓起是一個君子，君子心誠，他的判斷是有根據的。
高蠆與欒灶身為公族大夫，他們的影響力在齊國非常大，當欒灶在539年十月逝世後，晏嬰曾斷言子旗死了、姜氏衰弱。媯氏（即田氏）將興，二惠競爽（二氏皆齊惠公之後代）的局面猶可，現子雅已去，姜氏面臨滅亡的危機 。 由此可見，高、欒二家公族影響力極大，能支撐姜氏的國君。其子欒施繼承欒氏的勢力。
前534年七月，高蠆去世，欒施希望管理高氏家產，遂殺高氏家宰梁嬰，趕走大夫子成，子工，子車，三人逃至魯國。欒施後為高彊立了家宰。。
前532年，欒施、高彊二人嗜酒，兩人投契，與田無宇、鮑國疏遠，四族遂分為二黨。欒高二人每次聚飲，醉後輒言陳鮑兩家長短。陳鮑聽聞後漸生疑忌。剛好有人挑撥田無宇及鮑國說欒、高二氏將攻打田、鮑二氏，鮑國深信此事遂令人往約田無宇共攻欒、高兩族。欒施、高彊戰敗，出奔魯國。